# Condado de Dodge (Minnesota)
El condado de Dodge (en inglés: Dodge County) es un condado en el estado estadounidense de Minnesota. En el censo de 2000 el condado tenía una población de 17.731 habitantes. Forma parte del área metropolitana de Rochester. La sede de condado es Mantorville. El condado fue fundado el 20 de febrero de 1855 y fue nombrado en honor a Henry Dodge, un senador de Wisconsin.

## Geografía

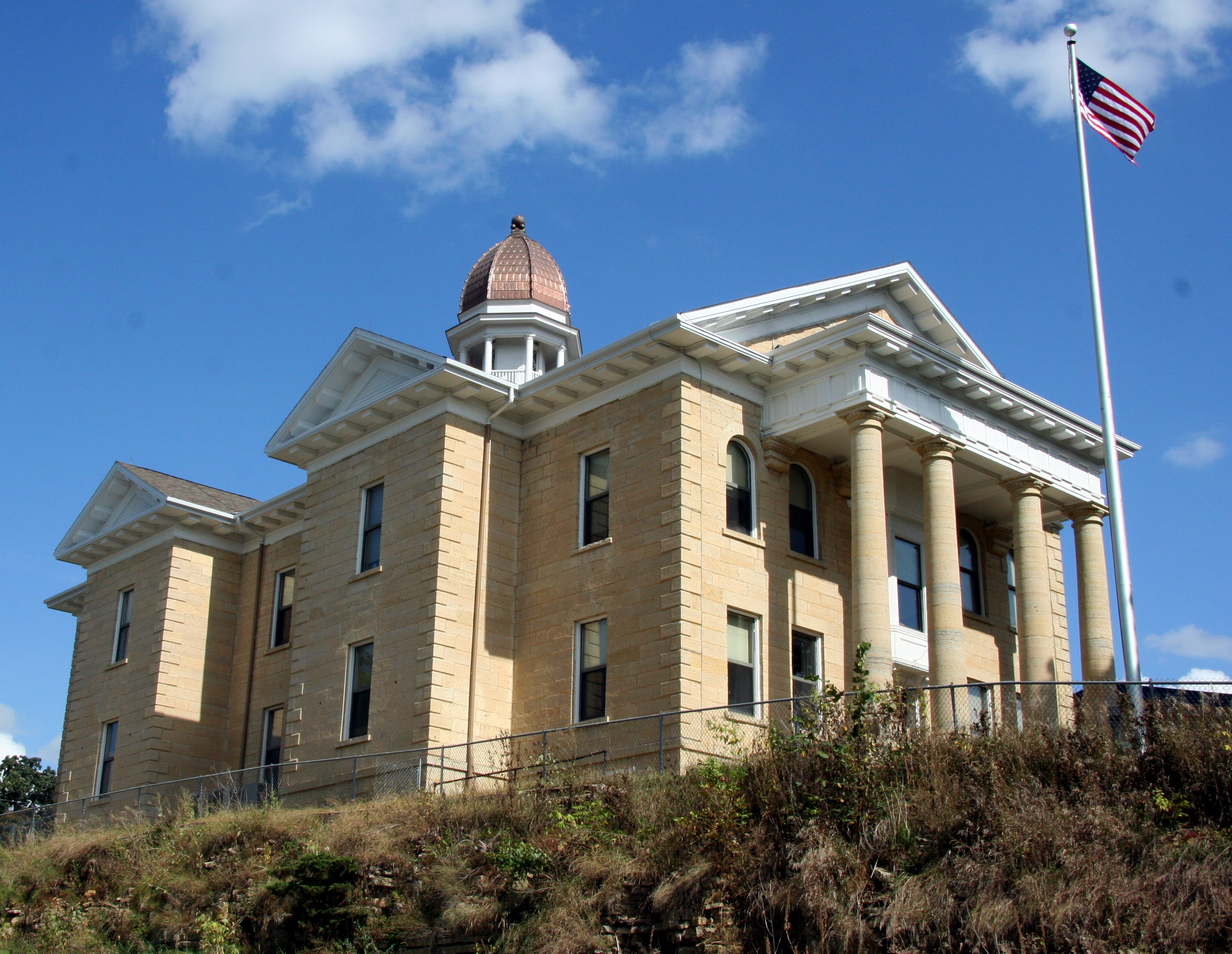
Juzgado del condado de Dodge en Mantorville.

Según la Oficina del Censo, el condado tiene un área total de 1.139 km² (440 sq mi), de la cual 1.138 km² (439,4 sq mi) es tierra y 1 km² (0,4 sq mi) (0,03%) es agua.

### Condados adyacentes
- Condado de Goodhue (noreste)
- Condado de Olmsted (este)
- Condado de Mower (sur)
- Condado de Steele (oeste
- Condado de Rice (noroeste)

## Autopistas importantes
- U.S. Route 14
- U.S. Route 218
- Ruta estatal de Minnesota 30
- Ruta estatal de Minnesota 56
- Ruta estatal de Minnesota 57

## Demografía
En el  censo de 2000, hubo 17.731 personas, 6.420 hogares y 4.853 familias residiendo en el condado. La densidad poblacional era de 40 personas por milla cuadrada (16/km²). En el 2000 había 6.642 unidades habitacionales en una densidad de 15 por milla cuadrada (6/km²). La demografía del condado era de 96,58% blancos, 0,20% afroamericanos, 0,17% amerindios, 0,41% asiáticos, 0,01% isleños del Pacífico, 1,89% de otras razas y 0,73% de dos o más razas. 2,99% de la población era de origen hispano o latino de cualquier raza. 
La renta promedio para un hogar del condado era de $47.437 y el ingreso promedio para una familia era de $54.261. En 2000 los hombres tenían un ingreso medio de $34.195 versus $25.903 para las mujeres. La renta per cápita para el condado era de $19.259 y el 5,80% de la población estaba bajo el umbral de pobreza nacional.

## Ciudades y pueblos
| - Berne - Blooming Prairie | - Claremont - Dodge Center | - Hayfield - Kasson | - Mantorville (Minnesota)Mantorville - West Concord |

### Municipios
- Municipio de Ashland
- Municipio de Canisteo
- Municipio de Claremont
- Municipio de Concord
- Municipio de Ellington
- Municipio de Hayfield
- Municipio de Mantorville
- Municipio de Milton
- Municipio de Ripley
- Municipio de Vernon
- Municipio de Wasioja
- Municipio de Westfield